# Кнауфф, Ансгар
Ансгар Кнауфф (нем. Ansgar Knauff; родился 10 января 2002, Германия) — немецкий футболист, полузащитник клуба «Айнтрахт» (Франкфурт).

## Футбольная карьера
Уроженец города Гёттинген, расположенного в земле Нижняя Саксония. Футболом начинал заниматься в местной команде. После года, проведённого в академии «Ганновера 96», перешёл в академию дортмундской «Боруссии». С сезона 2020/2021 — игрок второй команды дортмундцев. 16 сентября 2020 года дебютировал за неё в поединке Регионаллиги против Шпортфройнде. 25 ноября 2020 года подписал с клубом контракт сроком на три года. 8 декабря 2020 года дебютировал в основной команде клуба в поединке Лиги Чемпионов против петербургского «Зенита», выйдя на поле на 83-й минуте вместо Торгана Азара.
В 2020 году дебютировал за юношескую сборную Германии среди юношей до 19 лет.

## Достижения
«Боруссия» (Дортмунд)
- Обладатель Кубка Германии: 2020/21

«Айнтрахт»
- Победитель Лиги Европы УЕФА: 2021/22